# دانيال باوتيستا
دانيال باوتيستا (بالإسبانية: Daniel Bautista Rocha) هو منافس ألعاب قوى مكسيكي، ولد في 4 أغسطس 1952 في مدينة سان لويس بوتوسي في المكسيك.

## وصلات خارجية
- دانيال باوتيستا على موقع الاتحاد الدولي لألعاب القوى (الإنجليزية)
- دانيال باوتيستا على موقع اللجنة الأولمبية الدولية (الإنجليزية)
- دانيال باوتيستا على موقع أوليمبيديا (الإنجليزية)